# 크리스천 클라크
크리스천 클라크(Christian Clark, 1978년 9월 15일 ~ )는 오스트레일리아의 배우이다.